# André Hébert
Pour les articles homonymes, voir Hébert.
André Hébert est le pseudonyme d’un écrivain et ancien combattant français du YPG. Il a passé 15 mois en Syrie à combattre l’État islamique entre 2015 et 2017. Il est l’auteur de l’ouvrage Jusqu’à Raqqa dans lequel il raconte son engagement politique et militaire au Rojava.

## Biographie

### Engagement dans le YPG
André Hébert est né en 1990 à Paris. Il se réclame du marxisme et de l’internationalisme. Après des études d’histoire, il se rend pour la première fois en Syrie en juillet 2015 pour rejoindre les rangs du YPG. Sur place il adopte le nom de guerre de Firat, le nom du fleuve Euphrate en kurmanji. Il appartient à différentes unités, notamment à une unité de génie de combat. Il rejoint également les rangs du Bataillon international de libération. Il prend la parole publiquement pour la première fois le 20 novembre 2015, dans une interview accordée à Vice News après les attentats de Paris, pour promouvoir le rôle du YPG dans la lutte contre l'État islamique. Durant son premier séjour il participe à la bataille d’al Hol puis à la bataille d’al Chaddadeh contre l’État islamique.
Il retourne en France après 9 mois en Syrie et un bref emprisonnement à Erbil. Son passeport et sa carte d’identité sont saisies par la Direction générale de la sécurité intérieure (DGSI) qui l’accuse de liens avec « l’émanation » d’un groupe terroriste. Un arrêté ministériel du 16 décembre 2016 déclare André Hébert susceptible de constituer « une menace particulièrement grave pour l’ordre public » puisqu’il pourrait vouloir utiliser son expérience militaire « dans le cadre d’actions violentes de l’ultra-gauche révolutionnaire perpétrées contre les intérêts français ». Le tribunal administratif de Paris invalide cette décision le 31 mars 2017 au motif que le YPG ne peut être considéré comme un groupe terroriste.
André Hébert retourne ensuite en Syrie en juillet 2017 et participe à la bataille de Raqqa, la capitale syrienne de l’État islamique. Durant cette période, il rejoint différentes unités des Forces démocratiques syriennes et des Unités de résistance du Sinjar, avant de rentrer en France 6 mois plus tard.

### Activité littéraire et militantisme pro-Kurde en France
De retour en France, André Hébert écrit l’ouvrage Jusqu’à Raqqa pour « transmettre le sens du combat » qu’il a mené et « rendre hommage » à ses compagnons d’armes. Ce témoignage est publié dans la collection « Mémoires de guerre » des Belles lettres, dirigée par François Malye. Sorti le 8 avril 2019 et salué par la presse, Jusqu'à Raqqa devient, selon la Nouvelle république « l’un des livres les plus remarqués de l’année ».
En août 2019, André Hébert prend position contre un article de Mediapart qui selon lui stigmatise les combattants internationaux du YPG et qui serait trop favorable aux thèses de la DGSI. Dans une lettre ouverte publiée par la revue Lundi matin il dénonce une « narration anxiogène » et « des allégations grossières, déconnectées de toute réalité ».
En octobre 2019, André Hébert co-fonde un groupe d’anciens combattants : le Collectif des combattantes et combattants francophones du Rojava (CCFR), dont il est le porte-parole. Il dénonce, au nom de ce collectif, l’opération Source de paix et la passivité supposée du gouvernement français face à cette offensive turque, dans une tribune publiée par le journal Libération.
Il critique également le film Sœurs d’armes réalisé par Caroline Fourest dans un communiqué du CCFR l’accusant de « travestir la vérité historique ». André Hébert déclare que le film ne correspond « ni politiquement, ni militairement » à ce que les volontaires étrangers du YPG ont vécu en Syrie.

## Publications
- André Hébert (préf. Pauline Maucort), Jusqu'à Raqqa : avec les Kurdes contre Daech (récit), Paris, Les Belles Lettres, coll. « Mémoires de guerre » (no 26), 2019, 250 p., 12,5 × 19,1 cm, broché (ISBN 978-2-251-44916-6 et 2-251-44916-7, OCLC 1096363760, BNF 45764045, SUDOC 235476714, présentation en ligne).